# Wyższa Szkoła Języków Obcych im. Samuela Bogumiła Lindego w Poznaniu
Wyższa Szkoła Języków Obcych im. Samuela Bogumiła Lindego z siedzibą w Poznaniu – uczelnia niepubliczna w Poznaniu powstała z inicjatywy poznańskiego środowiska filologicznego. Założycielem Uczelni jest Verbum sp. z o.o.
W czerwcu 2000 Minister Edukacji Narodowej wpisał WSJO do rejestru uczelni państwowych niepublicznych. W tym roku pierwsi studenci rozpoczęli naukę na kierunku filologia. Na początku specjalizacjami znajdującymi się w ofercie dydaktycznej Uczelni były: anglistyka i germanistyka. Z czasem oferta powiększała się o inne specjalności.
W 2007 r. ruszył drugi kierunek – europeistyka, a od 2006 Wyższa Szkoła Języków Obcych prowadzi także studia uzupełniające magisterskie. 2008 to rok, w którym nadano uczelni imię Samuela Bogumiła Lindego – wybitnego językoznawcy, autora pierwszego słownika języka polskiego.

## Oferta edukacyjna

### Studia I stopnia
Filologia angielska
Lingwistyka współczesna
- język angielski
- język niemiecki
- język hiszpański
- język japoński
- język koreański
- język chiński
- język norweski

### Studia II stopnia
Filologia angielska

### Studia podyplomowe
- Business English
- Wirtschaftsdeutsch
- Menedżer Dziedzictwa Kulturowego
- Tworzenie w nowych mediach
- Amerykanistyka
- Język angielski w ruchu pasażerskim
- Język niemiecki w logistyce
- Język angielski warsztat nauczyciela
- Język niemiecki warsztat nauczyciela
- Komunikacja profesjonalna w języku polskim
- Pisanie kreatywne

W ofercie WSJO można znaleźć również wiele kursów językowych. 
Kursy języka: angielskiego, niemieckiego, hiszpańskiego, włoskiego, japońskiego, koreańskiego, francuskiego, polskiego.

## Organy uczelni
- Rektor – prof. dr hab. Hubert Orłowski
- Kanclerz – mgr Cezary Pieczyński

## Siedziba WSJO

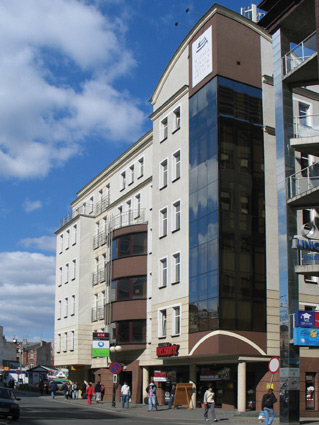
Dawny budynek Wyższej Szkoły Języków Obcych im. Samuela Bogumiła Lindego przy ul. Piekary 5

Aktualnie budynek Uczelni znajduje się w dzielnicy Wilda, przy ulicy Różanej 17A.

## Dawne siedziby WSJO
Przy ulicy Święty Marcin 69 od początku znajdowała się siedziba władz uczelni. Odbywała się tam również część zajęć. Podobnie było z siedzibą przy ul. Święty Marcin 59, gdzie znajdowały się sale dydaktyczne i administracja uczelni. Trzeci budynek mieścił się przy ul. Piekary 5 (obecnie hotel DeSilva Premium Poznań). Swego czasu część zajęć odbywała się w siedzibie przy ul. 27 Grudnia.

## Współpraca z zagranicą
Studenci WSJO mają możliwość odbycia części studiów za granicą biorąc udział w jednym z programów:
2+2, czyli polski licencjat i brytyjski dyplom BA – po dwóch latach studiów w WSJO i kolejnych dwóch na University of Bedfordshire w Luton w Wielkiej Brytanii otrzymują:
- polski dyplom ukończenia studiów licencjackich
- dyplom BA Hons (Bachelor of Arts) na kierunku English Language Studies.

Polscy studenci biorący udział w programie mogą skorzystać z brytyjskiego systemu kredytowego pozwalającego na całkowite sfinansowanie studiów na bardzo korzystnych warunkach.
Erasmus – szkoła prowadzi współpracę w ramach programu Erasmus z:
- Universität Kassel, Niemcy
- Pädagogische Hochschule Ludwigsburg, Niemcy
- Universidad de Cordoba, Hiszpania

Higher National Diploma In Business – Ten ceniony w Europie dyplom potwierdzający zdobycie biznesowych umiejętności zawodowych umożliwia także realizację studiów BA w Wielkiej Brytanii w czasie od 2 do 4 semestrów. Program HND jest realizowany w Polsce i obejmuje 16 modułów tematycznych z dziedziny marketingu, strategii zarządzania biznesowego i zarządzania zasobami ludzkimi.

## Certyfikat ACI
Wyższa Szkoła Języków Obcych od 2005 roku corocznie jest wyróżniana przez Akademickie Centrum Informacyjne certyfikatem Wiarygodna Szkoła.